# Ophiomyia paektusanica
Ophiomyia paektusanica är en tvåvingeart som beskrevs av Cerny 2007. Ophiomyia paektusanica ingår i släktet Ophiomyia och familjen minerarflugor. Inga underarter finns listade i Catalogue of Life.